# Nils Dejworek
Nils Lennart Dejworek (* 19. April 1995 in Ulm) ist ein deutscher Basketballspieler.

## Spielerlaufbahn
Dejworek wechselte als Jugendlicher erst von der TSG Söflingen zur BG Vöhringen, dann an die Urspringschule, für die er in der Jugend-Basketball-Bundesliga und der Nachwuchs-Basketball-Bundesliga spielte. 2013 ging er in die Vereinigten Staaten, spielte ein Jahr für die Frederick J. Furtah Preparatory School im Bundesstaat Georgia, gefolgt von ebenfalls einem Jahr an der Valdosta State University. In 25 Spielen für die Mannschaft der Hochschule in Georgia erzielte Dejworek insgesamt 40 Punkte und 29 Rebounds.
Er kehrte im Anschluss an die Saison 2014/15 nach Deutschland zurück und schlug eine Profilaufbahn ein. Im Juli 2015 wurde er vom Zweitligisten Gotha Rockets verpflichtet. Während der Saison 2015/16 verbuchte Dejworek fünf Einsätze für Gotha und sammelte dank eines Zweitspielrechts („Doppellizenz“) vornehmlich Spielpraxis beim Regionalligisten BC Erfurt.
Im Juli 2016 wechselte Dejworek zum Bundesligisten Medi Bayreuth. Mitte Februar 2017 wurde sein Vertrag aufgelöst, er hatte bis dahin zwei Bundesliga-Spiele für Bayreuth bestritten und war vornehmlich in der zweiten Herrenmannschaft in der Regionalliga eingesetzt worden.
Zur Saison 2017/18 kehrte er zur TSG Söflingen (2. Regionalliga) zurück.

## Privates
Dejworek entstammt einer Basketballfamilie. Seine älteren Brüder Philip und Michael waren Basketball-Profis, ehe sie Trainerkarrieren einschlugen. Sein Vater Leopold war polnischer Nationalspieler, spielte in Deutschland und arbeitete als Trainer.